# Ерозійна термінанта
Ерозі́йна терміна́нта – крива поздовжнього профілю річки, яка має вигляд угнутої догори лінії, дотичної до горизонтальної площини в нижній течії. До верхів’я крива профілю стає деделі коротшою. Ерозійна термінанта утворюється, коли річка досягає зрілості, тобто тоді, коли припиняється глибинна ерозія.